# Qalb Tounes
O Qalb Tounes (Coração da Tunísia) (árabe: قلب تونس , berbere : Ul en Tunest , francês: Au cœur de la Tunisie) é um partido político da Tunísia.

## Histórico
Sendo um partido de ideologia secularista e de centro, foi fundado em 20 de junho de 2019 pela advogada Houda Knani, ex-membro da União Patriótica Livre. Ideologicamente o partido se define como adepto do Bourguibismo, que refere-se a refere-se às políticas de Habib Bourguiba, primeiro presidente da Tunísia, e seus seguidores; onde destaca-se as ideias de um forte compromisso com a independência nacional e um nacionalismo especificamente tunisiano (em oposição às ideias pan- magrebinas ou pan-árabes , dado que a Tunísia teria desempenhado apenas um papel menor em um projeto pan-árabe potencial que provavelmente teria sido dominado pelo Egito), uma abordagem capitalista de estado sobre o desenvolvimento econômico, estado de bem-estar, uma interpretação estatista e corporativista do populismo, secularismo estrito , e a modernidade cultural, defendendo o lugar da Tunísia como uma ponte entre a civilização árabe-islâmica e a ocidental.
O candidato do partido para as eleições presidenciais da Tunísia de 2019, o chefe do partido Nabil Karoui , ficou em segundo lugar, ganhando uma vaga no segundo turno.
Em julho de 2019, o Qalb Tounes apresentou seus candidatos para as eleições parlamentares tunisinas de 2019 em 33 distritos eleitorais. A lista eleitoral do partido incluía oito mulheres e 25 homens, incluindo antigos integrantes do partido Nidaa Tounes como a política e desportista Ridha Charfeddine. Apesar da prisão anterior de Nabil Karoui, sua candidatura foi autorizada, já que ele ainda não foi condenado pelos tribunais. O partido conquistou o segundo lugar, atrás apenas do Ennahdha .
Em segundo lugar no primeiro turno, Nabil Karoui passou para enfrentar Kaïs Saïed no segundo turno, disputado em meados de outubro. Karoui acabaria ficando em segundo lugar no segundo turno também.
Em 10 de março de 2020, 11 membros do partido no parlamento anunciaram sua renúncia do partido e do bloco parlamentar do partido. As renúncias de quase um terço dos parlamentares do partido reduziram o número de assentos do partido no parlamento de 38 para 27.